# Sorbus hostii
Sorbus hostii är en rosväxtart som först beskrevs av Nikolaus Joseph von Jacquin, och fick sitt nu gällande namn av Karl Heinrich Koch. Sorbus hostii ingår i släktet oxlar, och familjen rosväxter. Inga underarter finns listade i Catalogue of Life.